# Liborio Guarulla
Liborio Guarulla Garrido (La Isleta, municipio Maroa, estado Amazonas; 23 de julio de 1954) es un político indígena venezolano de la etnia baniva, gobernador del estado Amazonas desde el año 2001 hasta 2017.

## Biografía

### Estudios y familia
Cursó estudios en la ciudad de Caracas, en la Universidad Central de Venezuela, obteniendo la licenciatura en Artes plásticas. Está casado con Judith Campos y tiene dos hijos: Pumeyawa Guarulla y Umawaly Liborio Guarulla. Su hermana Nirma Guarulla presidió el Consejo Legislativo del Estado Amazonas y representó a este estado en la Asamblea Nacional de Venezuela.

### Vida política

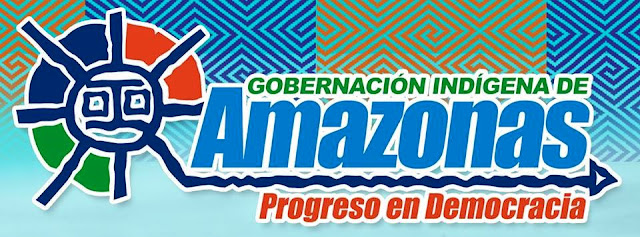
Logo de la Gobernación Indígena de Amazonas durante su gestión 2012-2017.

Como político militó en diversos partidos: MAS, La Causa Radical, y finalmente en Patria Para Todos; con este partido llegó a la gobernación de su estado, después de impugnar ante el Tribunal Supremo de Justicia las elecciones del 2000 que habían proclamado ganador al candidato de Acción Democrática, José Bernabé Gutiérrez. Tras demostrar un presunto fraude en los comicios, se repitieron los mismos en las mesas en duda, y Guarulla fue proclamado gobernador para el período 2001-2005, siendo reelecto en 2005, una tercera vez en 2010, para nuevamente ser electo en 2012.
En 2012, Debido a problemas internos en su partido Patria Para Todos con respecto al Gran Polo Patriótico, junto a otros exmilitantes del PPT Opositores y exmilitantes de PODEMOS también opositores fundaron su nuevo partido, Movimiento Progresista de Venezuela y sus siglas son MPV. En el año 2019 se une junto a un grupo de diputados provenientes del MPV al partido socialdemócrata Un Nuevo Tiempo.

### Inhabilitación
El 7 de mayo de 2017 Guarulla sería inhabilitado por 15 años para ejercer cargos públicos.
El martes luego de la inhabilitación lanzó la maldición del dabucurí a lo que añadió:
«si ellos tienen poder nosotros también tenemos poder y voy a convocar a mis ancestros a mis chamanes para que la maldición del dabucurí caiga sobre esa gente que ha tratado de hacernos maldad, les aseguro que no morirán sin tormento. Les aseguro que antes de morir comenzarán a sufrir y su alma va a vagar por los sitios más oscuros y pestilentes antes de poder cerrar los ojos».
La maldición fue lanzada formalmente durante el ritual del dabucurí, que se realizó luego de la Gran marcha de los chamanes, en Puerto Ayacucho, estado Amazonas, el 17 de mayo del año 2017.